# Trusetal
Trusetal là một đô thị tại huyện Schmalkalden-Meiningen, trong Thüringen, nước Đức. Đô thị này có diện tích 25,88 km², dân số thời điểm 31 tháng 12 năm 2006 là 4083 người.